# Izabela z Villehardouin
Izabela Villehardouin (ur. 1260/1263, zm. 1312) – księżna Achai, w latach 1289–1297 i 1301–1306. Córka Wilhelma II Villehardouin i Anny Angeliny, córki Michała II Angelosa, władcy Epiru.
28 maja 1271 roku Izabela, córka i dziedziczka księcia Achai została wydana za syna króla Sycylii, Karola Andegaweńskiego, Filipa. Cztery lata wcześniej w maju 1267 roku w Viterbo ojciec Izabeli poddał swoje państwo Karolowi Andegaweńskiemu. Porozumienie zawarte pomiędzy władcą Achai a królem Sycylii stanowiło, że jeśli Wilhelmowi urodzi się syn i syn urodzi się Izabeli i Filipowi, każde z dzieci odziedziczy połowę Księstwa, a jeśli ani Wilhelmowi, ani Izabeli i Filipowi nie urodzi się syn, Achaja przejdzie we władanie Andegawenów. W 1277 roku Filip umarł bezpotomnie, rok później bezpotomnie umarł ojciec Izabeli. Księstwo jej ojca przeszło pod władzę Karola Andegaweńskiego.
Karol Andegaweński umarł w 1285 roku, a władzę w Królestwie Sycylii, a w konsekwencji i nad Achają objął Karol II Kulawy. W 1289 roku, dzięki interwencji króla Francji Filipa IV Pięknego, władza nad Achają przeszła w ręce Izabeli i jej drugiego męża Florensa z Hainaut. Przekazując tytuł książąt Achai w ręce Izabeli i jej męża Karol II zastrzegł sobie jednak, że gdyby Izabela przeżyła swego męża, nie wyjdzie ponownie za mąż bez zgody Karola II. Izabela urodziła Florensowi córkę Matyldę. Florens umarł w 1297 roku, a Księstwo wróciło pod władzę Andegawenów.
Po raz drugi Izabela objęła władzę nad Achają w 1300 roku poślubiwszy Filipa Sabaudzkiego, hrabiego Piemontu. Jednak animozje pomiędzy Filipem a Karolem II Andegaweńskim doprowadziły do odwołania Izabeli i Filipa z Achai. Filip został oskarżony o nielojalność i brak poparcia syna Karola II, Filipa z Tarentu podczas jego kampanii przeciwko Annie Kantakuzenie despoinie Epiru, Izabela o to, że nie szukała zgody Karola II na zawarcie swojego trzeciego małżeństwa. W maju 1306 roku Karol przekazał Księstwo Achai swemu synowi Filipowi z Tarentu.
Ostatnie lata życia Izabela spędziła, w separacji z mężem, w dobrach Florensa w Hainaut, dochodząc swych praw do Achai. Zmarła w 1312 roku. W 1313 roku po opuszczeniu Achai przez Filipa z Tarentu, władzę w Księstwie Achai objęła córka Florensa i Izabeli, Matylda.